# Takeshi Ōno
Takeshi Ōno (jap. 大野 毅 Ōno Takeshi; ur. 22 listopada 1944) – japoński piłkarz, reprezentant kraju.

## Kariera klubowa
Od 1967 do 1976 roku występował w klubie Toyo Industries.

## Kariera reprezentacyjna
W reprezentacji Japonii zadebiutował w 1965. W reprezentacji Japonii występował w latach 1965–1971. W sumie w reprezentacji wystąpił w 3 spotkaniach.

## Statystyki
| Reprezentacja Japonii | Reprezentacja Japonii | Reprezentacja Japonii |
| Rok                   | Mecze                 | Gole                  |
| --------------------- | --------------------- | --------------------- |
| 1965                  | 1                     | 0                     |
| 1966                  | 0                     | 0                     |
| 1967                  | 0                     | 0                     |
| 1968                  | 0                     | 0                     |
| 1969                  | 0                     | 0                     |
| 1970                  | 0                     | 0                     |
| 1971                  | 2                     | 0                     |
| Razem                 | 3                     | 0                     |